# Московский государственный открытый университет имени В. С. Черномырдина
Московский государственный открытый университет имени В. С. Черномырдина — высшее учебное заведение, существовавшее в Москве в 1932—2012 годах. В его состав входили 7 институтов (филиалов), 19 филиалов и 6 представительств, расположенные на территории России и Украины. В 2012 году присоединён к Московскому государственному машиностроительному университету (МАМИ), получив название Гуманитарно-экономический институт имени B. C. Черномырдина.

## История
Московский государственный открытый университет — образовательное учреждение высшего профессионального образования, считавшее себя преемником Московского городского народного университета им. А. Л. Шанявского.
В 1870 году началась история открытого народного образования в России. Инициатором открытого, в том числе заочного технического, экономического образования был математик и педагог Карл Карлович Мазинг. Были открыты вечерние курсы и классы, рабфаки, реальное училище в Петербурге и в Москве, дающие возможность получить школьное и высшее образование. Много сил отдал он организации Политехнического института.
В 1908 году в Москве был создан первый в мире Народный открытый университет по инициативе известных государственных деятелей П. А. Столыпина, Д. А. Милютина, М. М. Ковалевского и А. Л. Шанявского. Решение Государственного Совета России, Государственной думы узаконил указом Николай II. В Университете А. Л. Шанявского получали среднее и высшее образование. Так был заложен фундамент открытого народного образования в России.
В 1932 году на базе Политехнической школы и 10 отраслевых заочных учреждений Приказом по народному комиссариату тяжёлой промышленности от 13 декабря 1932 года № 907 (С. Орджоникидзе) был создан Всесоюзный заочный политехнический институт (ВЗПИ).
Указом от 20 августа 1982 года Президиумом Верховного Совета СССР ВЗПИ был награждён орденом Трудового Красного Знамени.
В 1992 году Постановлением Правительства Российской Федерации, подписанным первым заместителем Председателя Г. Бурбулисом, Всесоюзный заочный политехнический институт преобразован в Московский государственный открытый университет.
В 2007 году университет отметил своё 75-летие и 100-летие открытого образования в России. У истоков открытого образования стояли К. Мазинг — первые рабочие факультеты, П. А. Столыпин — создание народного университета в Москве на Миусской площади (ныне — Российский государственный гуманитарный университет), А. Л. Шанявский.
В июне 2010 года был закрыт филиал МГОУ на территории Баку.
26 июля 2011 года университету присвоено имя Виктора Черномырдина, который учился в нём с 1968 по 1972 год, хотя сам В. С. Черномырдин первое высшее образование получил в Куйбышевском политехническом институте в 1962 — 1966 годах.
В соответствии с приказом Министерства образования и науки Российской Федерации от 20 декабря 2012 года начинается реорганизация Московского государственного открытого университета имени В. С. Черномырдина и Московского государственного вечернего металлургического института путём присоединения к Московскому государственному машиностроительному университету (МАМИ). Решение об объединении университетов принято на основании результатов работы Межведомственной комиссии по проведению мониторинга деятельности государственных вузов.
В соответствии с приказом Министерства образования и науки Российской Федерации о реорганизации Московского государственного машиностроительного университета и Московского государственного университета печати имени Ивана Фёдорова в форме слияния с образованием на их основе «Московского политехнического университета».

## Филиалы
Действующие

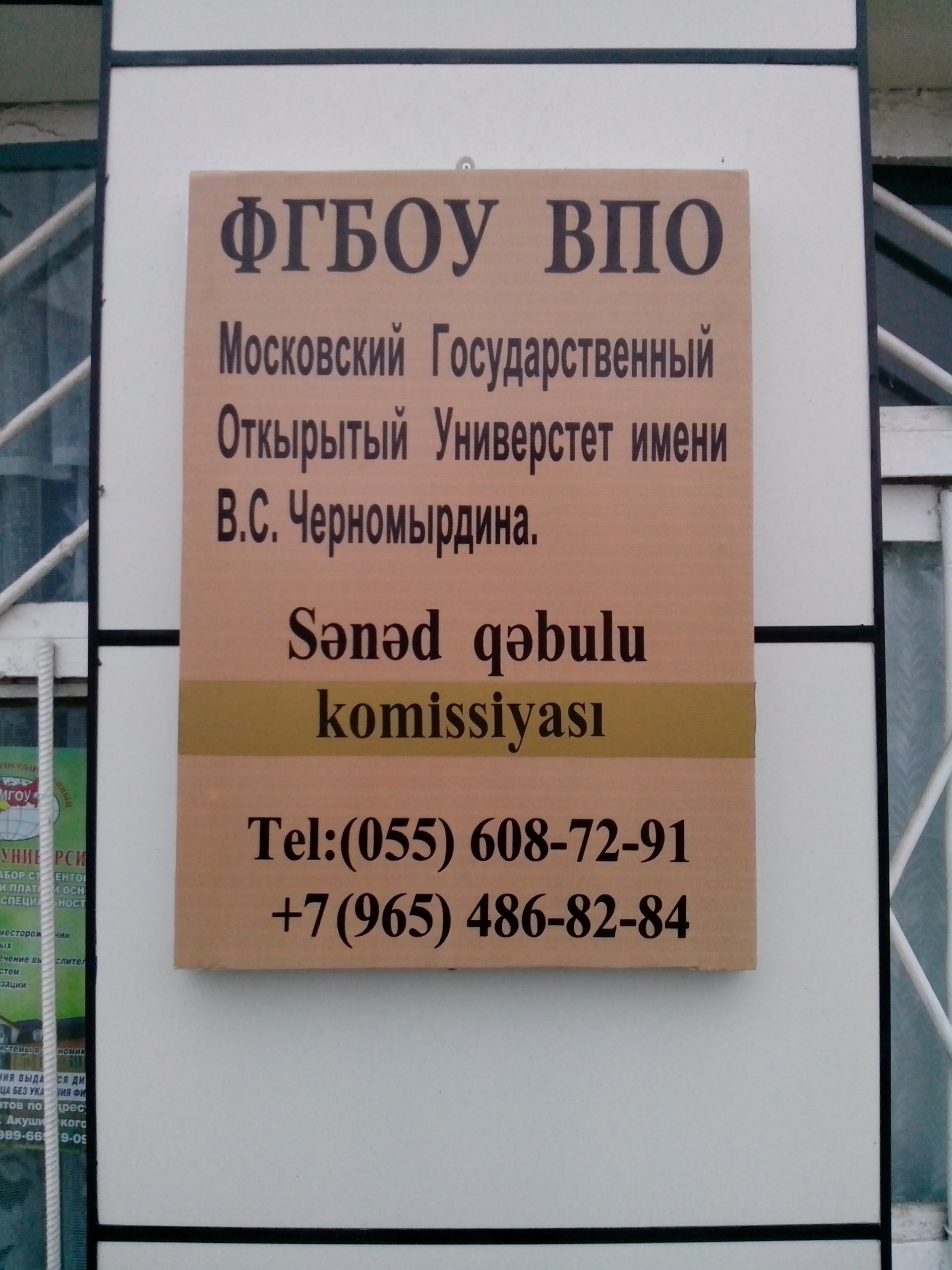
31.12.2013

- Коломенский институт (филиал) в Коломне
- Рязанский институт (филиал) в Рязани
- Чебоксарский политехнический институт (филиал) МГОУ в Чебоксарах
- Украинско-Российский институт (филиал) МГОУ в Чернигове

Набор не производится
- Губкинский институт (филиал) в Губкине
- Подольский институт (филиал) в Подольске
- Институт (филиал) в Махачкале
- Филиал в Волоколамске
- Филиал в Воскресенске
- Филиал в Кропоткине
- Филиал в Кулебаки
- Филиал в Нижневартовске
- Филиал в Новом Уренгое
- Филиал в Ногинске
- Филиал в Перевозе
- Филиал в Сафоново
- Филиал в Смоленске
- Филиал в Шатуре
- Филиал в Прокопьевскe

Закрытые
- Филиал в Александрове (закрыт)
- Филиал в Баку (закрыт с 2010)
- Филиал в Ноябрьске (закрыт с января 2013 года)